# Lake Bluff, Illinois
Lake Bluff är en ort (village) i Lake County, i delstaten Illinois, USA. Enligt United States Census Bureau har orten en folkmängd på 5 745 invånare (2011) och en landarea på 10,5 km².